# Romain Grosjean
Romain David Jérémy Grosjean-Brandt (* 17. April 1986 in Genf) ist ein Automobilrennfahrer französisch-schweizerischer Herkunft. 2009 nahm er an sieben Formel-1-Rennen teil und von 2012 bis 2020 war er Formel-1-Stammfahrer. Nach einem schweren Unfall beim Großen Preis von Bahrain 2020 verließ er die Rennserie und startet seit 2021 in der IndyCar Series. Von 2008 bis 2011 fuhr er in der GP2-Serie, in der er 2011 den Meistertitel gewann. Außerdem ist er zweimaliger Meister der GP2-Asia-Serie (2008 und 2011) sowie einmaliger Meister der Formel-3-Euroserie (2007) und der Auto GP (2010).

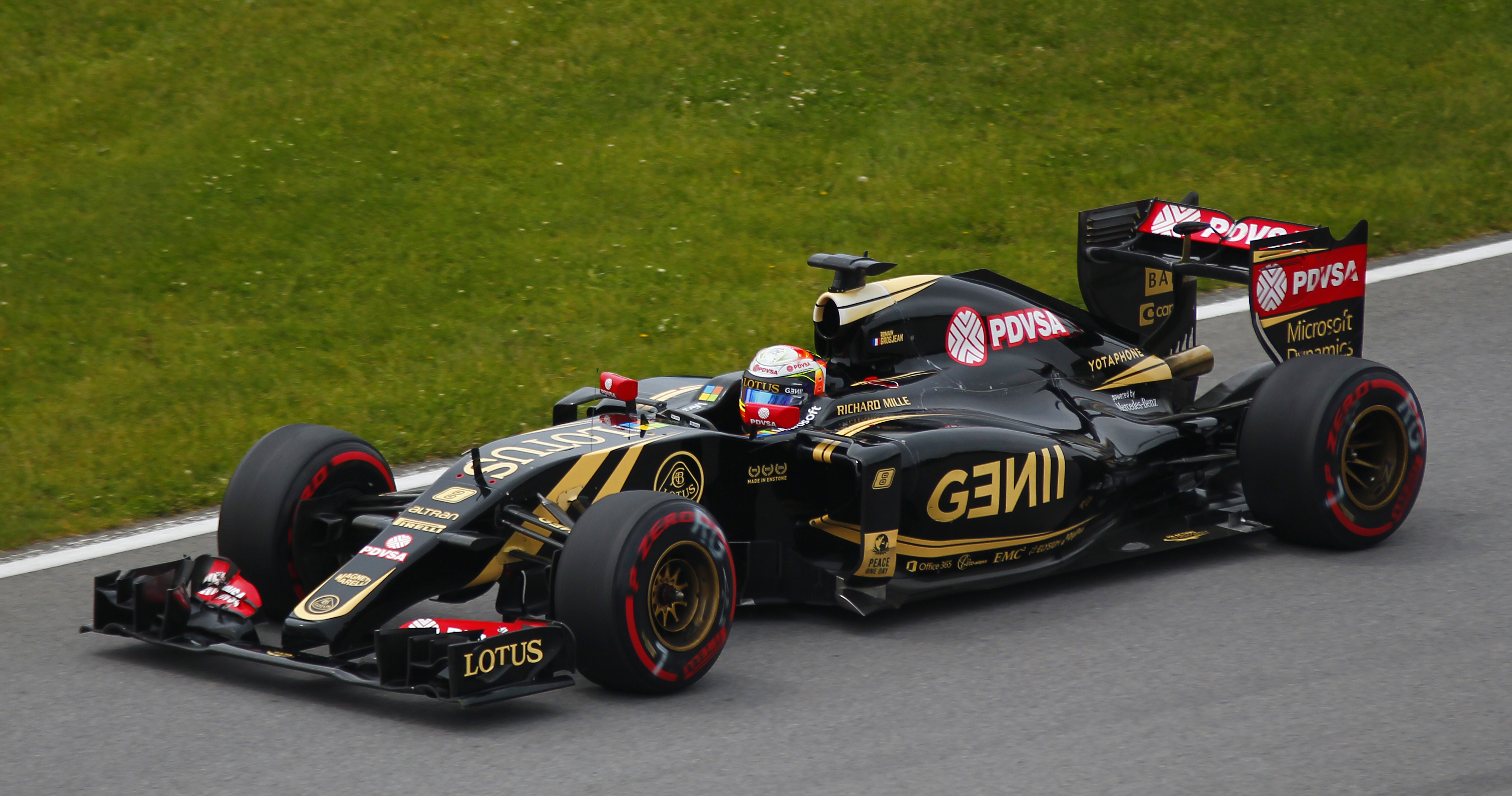
Grosjean beim Großen Preis von Kanada 2015

## Karriere

### Anfänge im Motorsport (2000–2007)
Grosjean begann seine Motorsportkarriere 2000 im Kartsport, in dem er bis 2002 aktiv war. Unter anderem gewann er 2001 die französische ICA-Kartmeisterschaft. 2003 wechselte er in den Formelsport und gewann gleich in seinem Debütjahr die Schweizer Formel Renault 1600 sowie die Formel Lista junior. 2004 wechselte Grosjean zu SG Formula und trat in der französischen Formel Renault, in der er mit einem Sieg den siebten Gesamtrang belegte, und im Formel Renault 2.0 Eurocup, in dem er 15. wurde, an. 2005 blieb Grosjean bei SG Formula in beiden Rennserien. Während er im Formel Renault 2.0 Eurocup den zwölften Platz in der Gesamtwertung erzielte, sicherte er sich mit 10 Siegen aus 16 Rennen dominant den Meistertitel der französischen Formel Renault. Das Renault-Formel-1-Team nahm ihn daraufhin in sein Förderprogramm auf.
2006 erhielt er ein Cockpit in der Formel-3-Euroserie beim französischen Rennstall Signature-Plus. Mit einem dritten Platz in Oschersleben stand er einmal auf dem Podium. Am Saisonende wurde er hinter seinen Teamkollegen Guillaume Moreau und Charlie Kimball, die die Plätze zehn und elf belegten, 13. Außerdem nahm er als Gaststarter an zwei Rennen der britischen Formel-3-Meisterschaft teil und kam bei beiden Rennen als Erster ins Ziel. 2007 wechselte Grosjean zum Rennstall ASM Formule 3, der sich in den Vorjahren bereits mit Jamie Green, Lewis Hamilton und Paul di Resta den jeweiligen Meistertitel gesichert hatten. Mit sechs Siegen und elf Punkten Vorsprung auf seinen schärfsten Verfolger Sébastien Buemi gewann Grosjean als erster Franzose den Meistertitel dieser Serie.

### GP2-Serie (2008–2009)

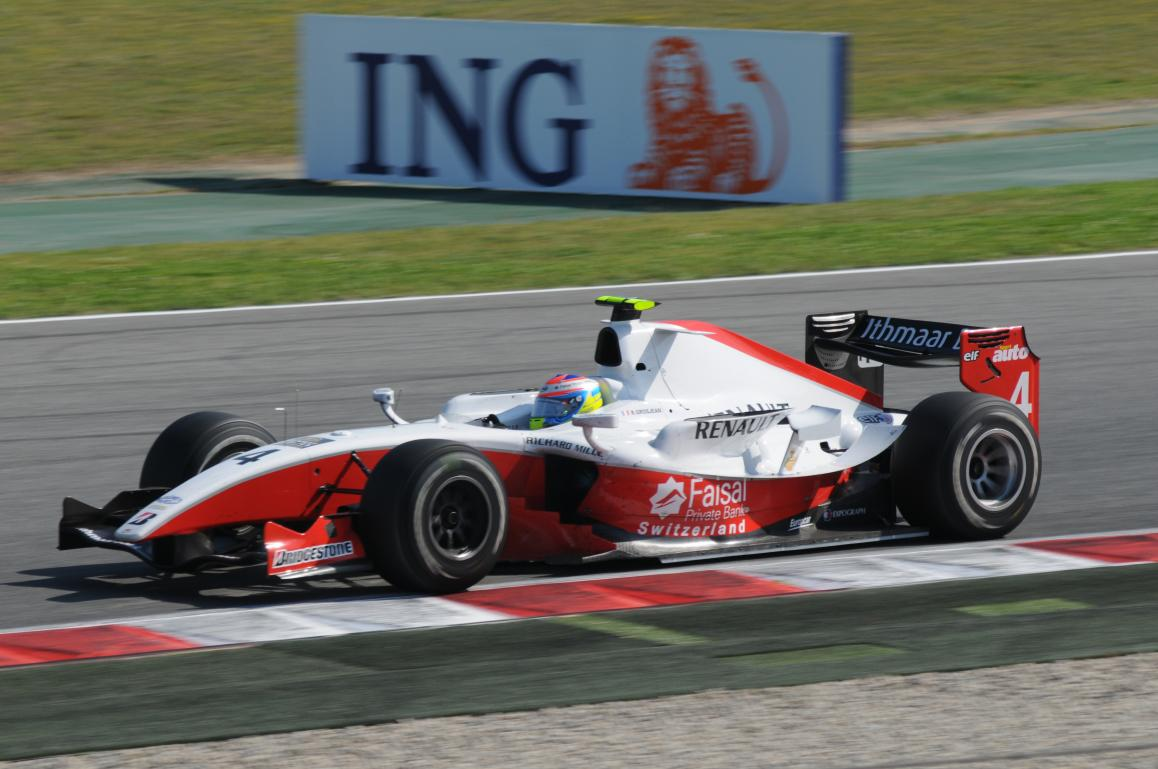
Grosjean im GP2-Dallara von ART Grand Prix, 2008

Ende 2007 bestätigte Renault Grosjean als offiziellen Testfahrer für die Formel-1-Weltmeisterschaft 2008. Außerdem wurde er von ART Grand Prix, für deren Formel-3-Team ASM er ein Jahr zuvor die Formel-3-Euroserie gewonnen hatte, für die GP2-Serie 2008 verpflichtet. Zunächst startete er für ART Grand Prix in der ersten Saison der GP2-Asia-Serie. Als Teamkollege von Stephen Jelley gewann er vier Rennen und wurde mit 24 Punkten Vorsprung auf seinen ehemaligen Formel-3-Rivalen Buemi Gesamtsieger.
In der Hauptserie der GP2 stand Grosjean insgesamt sechsmal auf dem Podium und gewann das Sprintrennen in Istanbul und das Hauptrennen in Spa-Francorchamps. Da es seinem Teamkollegen Luca Filippi, der bereits über GP2-Erfahrung verfügte, nicht gelang, mit ihm mitzuhalten, war Grosjean schlussendlich mitverantwortlich für die Ablösung Filippis durch Sakon Yamamoto, der genauso wenig in der Lage war, mit Grosjean zu konkurrieren. Grosjean holte 62 Punkte und wurde mit nur zwei Punkten Rückstand auf den Vizemeister Bruno Senna Vierter in der Gesamtwertung.
Auch 2009 ging Grosjean zunächst in der GP2-Serie an den Start, wechselte aber als Teamkollege von Witali Petrow zu Barwa Addax. Nachdem Grosjean gut in die Saison gestartet war und die Meisterschaft anführte, fiel er nach einigen Rennen, in denen er ohne Punkte blieb, hinter Nico Hülkenberg zurück und belegte nach sechs Rennwochenenden den zweiten Platz der Meisterschaft. Am Saisonende belegte er, obwohl er die letzten vier Rennwochenenden nicht mehr dabei war, erneut den vierten Gesamtrang.

### Formel 1 (2009)

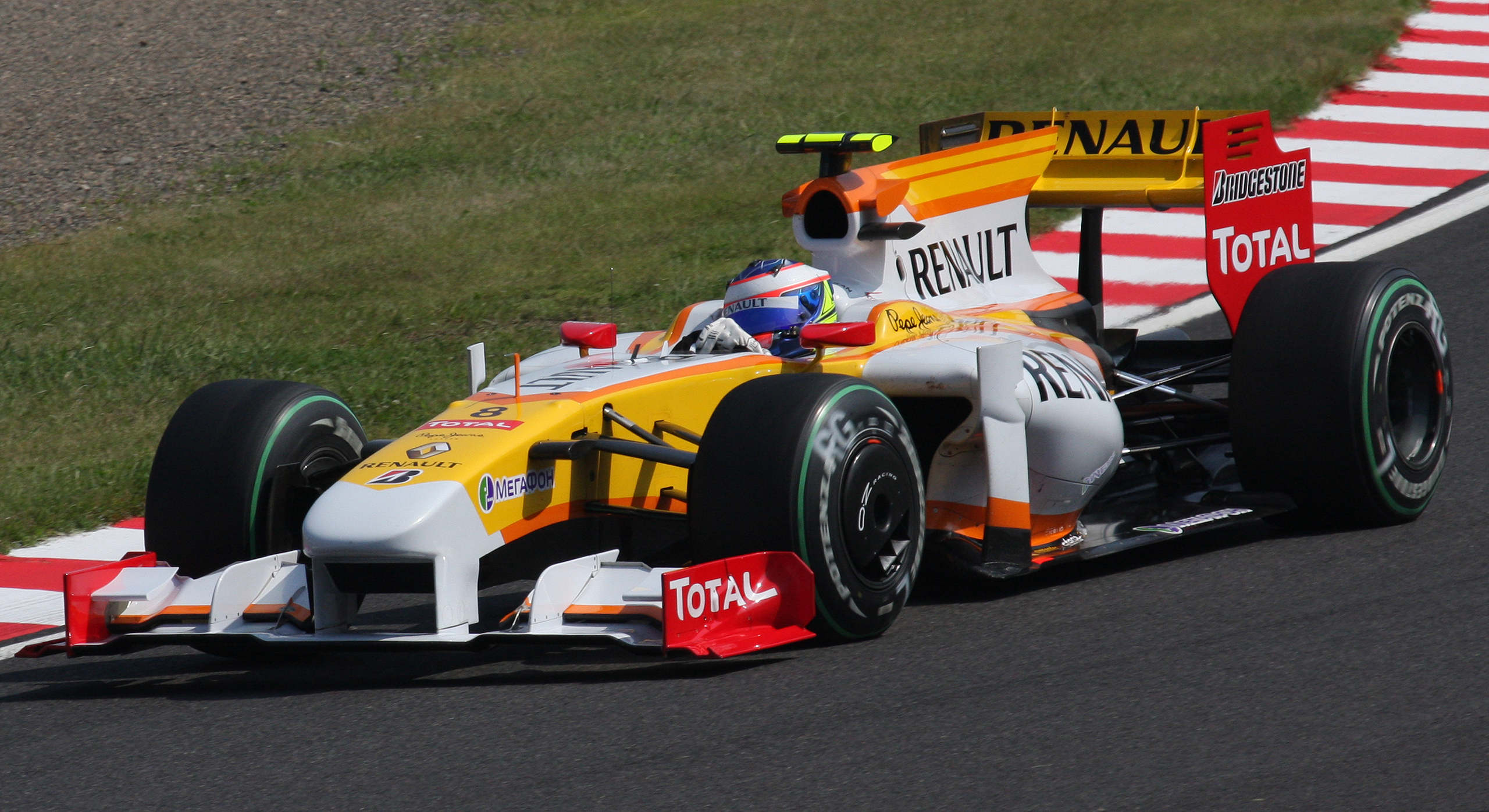
Grosjean beim Training zum Großen Preis von Japan 2009

Bereits im Juli 2009 wurde über Grosjeans Aufstieg in die Formel 1 spekuliert, nachdem es Gerüchte über eine Trennung des Renault-Teams von ihrem Fahrer Nelson Piquet jr. gegeben hatte. Ende Juli wurde Piquet tatsächlich entlassen und am 18. August Grosjean, der zuvor schon als Renault-Testfahrer fungierte, als neuer Fahrer verpflichtet. Er debütierte am 23. August beim Großen Preis von Europa in Valencia als Teamkollege des zweifachen Weltmeisters Fernando Alonso. Grosjean startete bei den letzten sieben Saisonrennen, kam dort aber nie in die Top-10. Mit einem 13. Platz beim Großen Preis von Brasilien als bestes Ergebnis blieb er ohne Punkte, während Alonso in diesem Zeitraum 13 Weltmeisterschaftspunkte sammelte und als Dritter einmal auf dem Podest stand. Für die Formel-1-Weltmeisterschaft 2010 wurde Grosjean durch seinen ehemaligen GP2-Teamkollegen Petrow ersetzt und erhielt kein Cockpit in der Formel 1.

### Auto GP, FIA-GT1-Weltmeisterschaft, GP2-Serie (2010–2011)
2010 wechselte Grosjean in die neugegründete FIA-GT1-Weltmeisterschaft. In der Saison 2010 ging er mit einem Ford GT1 an den Start. Für den Schweizer Rennstall Matech Competition trat er in dieser Meisterschaft unter Schweizer Flagge zu den ersten fünf Veranstaltungen an. Zusammen mit Thomas Mutsch gewann er zwei Rennen. Am Saisonende belegte er den elften Platz in der Fahrerwertung. Außerdem gab er sein Debüt beim 24-Stunden-Rennen von Le Mans.
In den Formelsport kehrte Grosjean zunächst über die Auto GP zurück. Grosjean trat für das französische DAMS-Team an und gewann gleich sein erstes Rennen in dieser Meisterschaft. Obwohl er an den ersten zwei Rennwochenenden der Saison 2010 nicht teilgenommen hatte, gewann er mit insgesamt vier Siegen bereits ein Rennen vor Saisonende den Meistertitel. Beim GP2-Rennwochenende in Hockenheim gab Grosjean überraschend sein Comeback in dieser Rennserie. Das DAMS-Team entschied sich den erfahrenen Piloten an einem Rennwochenende einzusetzen um festzustellen, warum das Duo Jérôme D’Ambrosio und Ho-Pin Tung bisher so wenig zeigte. Ohne Testfahrten absolviert zu haben, zeigte Grosjean auf eindrucksvolle Weise, dass die schwachen Leistungen des DAMS-Teams nicht am Rennwagen lagen und präsentierte in beiden Rennen mit Überholmanövern und schnellen Rundenzeiten das Potential des Teams. An drei weiteren Rennwochenenden kam er, diesmal als Ersatz für den verletzten Tung, erneut für DAMS in der GP2-Serie zum Einsatz und erzielte zwei dritte Plätze. Am Saisonende belegte er den 14. Gesamtrang. Außerdem absolvierte Grosjean für den Reifenhersteller Pirelli Testfahrten mit den neuen Formel-1-Reifen.

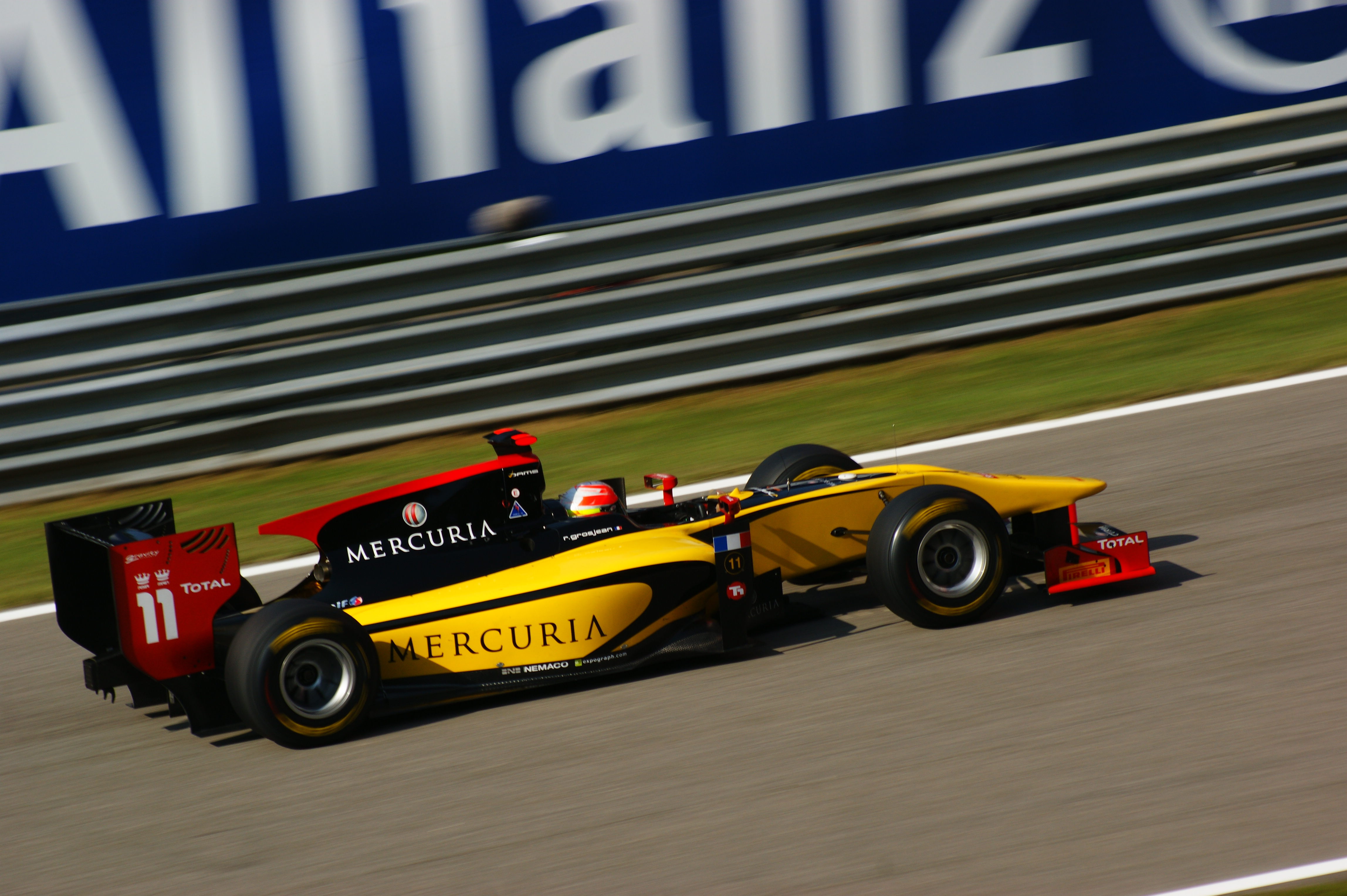
Romain Grosjean in der GP2-Serie in Monza 2011

2011 blieb Grosjean bei DAMS in der GP2-Serie. Zunächst trat er in der GP2-Asia-Serie-Saison 2011 an. Er erzielte bei beiden Läufen die Pole-Position und entschied ein Rennen in Imola für sich. Am Ende der Saison, die vier Rennen umfasste, gewann Grosjean zum zweiten Mal den Meistertitel der GP2-Asia-Serie mit 24 zu 18 Punkten vor seinem Landsmann Jules Bianchi. In die GP2-Serie 2011 startete Grosjean mit einem Sieg in Istanbul. Nach einem fehlerhaften Qualifying zum dritten Rennwochenende in Monte Carlo musste er vom letzten Startplatz ins Hauptrennen gehen. Grosjean zeigte eine eindrucksvolle Leistung und verbesserte sich durch Überholmanöver und Boxenstrategie auf den vierten Platz. In Valencia, Silverstone, Nürburg und Mogyoród folgten weitere Siege. Drei Rennen vor Saisonende sicherte er sich in Spa-Francorchamps den Meistertitel der GP2-Serie. Grosjean stand insgesamt zehnmal auf dem Podium. Darüber hinaus war er erneut Testfahrer beim Formel-1-Team Renault.

### Formel 1 (2012–2020)

#### Lotus F1 Team (2012–2015)
2012 kehrte Grosjean als Stammpilot in die Formel 1 zurück. Er erhielt einen Vertrag beim Lotus F1 Team, für dessen Vorgängerteam, das Renault-Werksteam, er 2009 debütierte. Er wurde bei Lotus Teamkollege des ehemaligen Weltmeisters Kimi Räikkönen und ersetzte Witali Petrow, seinen ehemaligen GP2-Teamkollegen. Beim Saisonauftakt in Australien qualifizierte Grosjean das Auto auf den dritten Platz. Sein Rennen war nach einer Kollision bereits nach einer Runde beendet. Auch beim zweiten Rennen schied er schon nach wenigen Runden aus. Beim dritten Rennen, dem Großen Preis von China erzielte Grosjean mit einem sechsten Platz seine ersten Formel-1-Punkte. Ein Rennen später in Bahrain folgte mit einem dritten Platz seine erste Podest-Platzierung in der Formel 1. In Kanada gelang es ihm, dieses Resultat mit einem zweiten Platz zu übertreffen. Ein Rennen später, beim Großen Preis von Europa, lag Grosjean über weite Strecken auf dem zweiten Platz, er schied jedoch in der zweiten Rennhälfte mit technischen Problemen aus. Beim Großen Preis von Ungarn gelang ihm mit einem dritten Platz eine weitere Podest-Platzierung. Im Rennen lag er zunächst vor seinem Teamkollegen Räikkönen, der ihn jedoch nach seinem letzten Boxenstopp überholte. Ein Rennen später, beim Großen Preis von Belgien verursachte Grosjean eine Startkollision. Obwohl Hamilton neben ihm war, zog er nach dieser Seite und kollidierte mit ihm. Nachfolgend wurden weitere Autos getroffen. Es schieden vier Fahrer bei der Kollision aus. Kein Fahrer zog sich ernsthafte Verletzungen zu. Aufgrund dieser Startkollision sperrten die Rennkommissare Grosjean für ein Rennen und verhängten eine Geldstrafe von 50.000 Euro. Es war Grosjeans siebter Zwischenfall im zwölften Rennen. Beim Großen Preis von Japan war Grosjean in seine achte Startkollision dieser Saison verwickelt, für die er mit einer 10-Sekunden-Stop-And-Go-Strafe belegt wurde. Danach kam es zu vermehrter Kritik im Formel-1-Umfeld. Am Saisonende belegte er den achten Gesamtrang mit 96 Punkten.
2013 bestritt Grosjean seine zweite Formel-1-Saison an der Seite von Räikkönen für Lotus. Nachdem er bei den ersten drei Rennen in die Punkte gefahren war, erzielte er beim Großen Preis von Bahrain den dritten Platz. In Deutschland, Korea, Japan und Indien wiederholte er dieses Resultat. Beim Großen Preis der USA wurde Grosjean zum ersten Mal in der Saison Zweiter. Er beendete die Saison auf dem siebten Gesamtrang. Mit 132 zu 183 Punkten unterlag er intern erneut Räikkönen, der die zwei letzten Rennen verletzungsbedingt durch Heikki Kovalainen ersetzt worden war.
2014 erhielt Grosjean mit Pastor Maldonado einen neuen Teamkollegen bei Lotus. Bei der Einführung der permanenten Formel-1-Startnummern wählte er die 8. Diese Startnummer verwendete er bereits in der Saison 2013. Er erreichte zweimal den achten Platz. Am Saisonende war er 14. in der Fahrerwertung mit 8 Punkten. 2015 blieb Grosjean bei Lotus. Beim Großen Preis von Belgien wurde er Dritter. Er beendete die Saison auf dem elften Gesamtrang mit 51 Punkten.

#### Haas F1 (2016–2020)

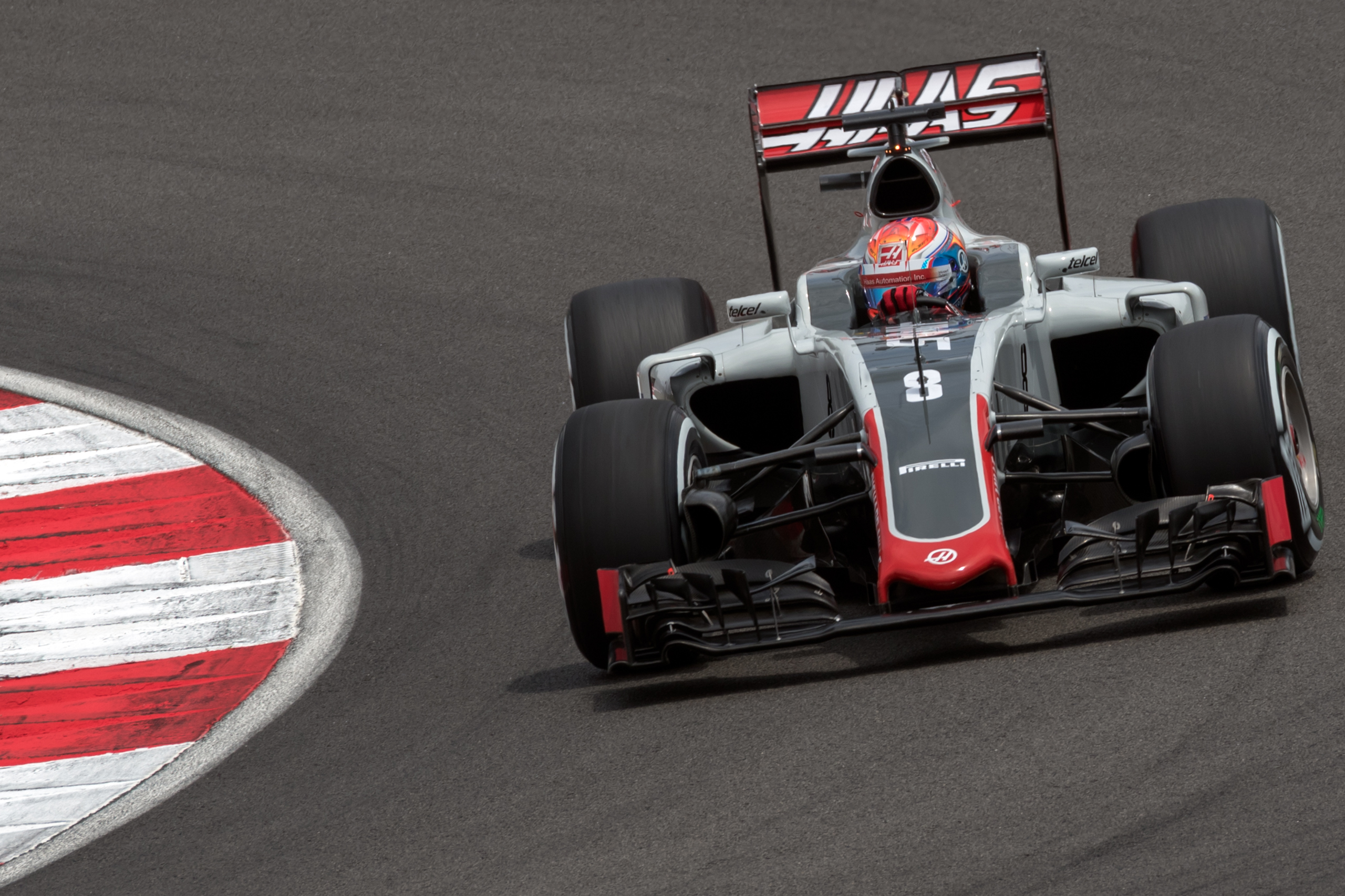
Grosjean im Haas

Für die Formel-1-Weltmeisterschaft 2016 war Grosjean eigentlich weiterhin als Stammpilot bei Lotus vorgesehen, allerdings teilte er dem Team Mitte September mit, es zum Saisonende zu verlassen. Grosjean wechselte stattdessen zum US-amerikanischen Rennstall Haas, der neu in die Formel 1 eingestiegen war. Bereits beim Saisonauftakt in Australien erzielte Grosjean mit dem sechsten Platz die ersten Punkte für Haas. Ein Rennen später in Bahrain übertraf er das Ergebnis mit dem fünften Platz. Er schloss die Saison auf dem 13. Gesamtrang ab und setzte sich intern mit 29 zu 0 Punkten gegen Esteban Gutiérrez durch. 2017 blieb Grosjean bei Haas in der Formel 1. Sein neuer Teamkollege wurde Kevin Magnussen. Am Saisonende lag er auf dem 13. Gesamtrang mit 28 Punkten.
In der Formel-1-Weltmeisterschaft 2018 ging Grosjean erneut für Haas an den Start. Beim Großen Preis von Österreich erzielte er als Vierter das bisher beste Resultat in der Geschichte des Teams. Den Großen Preis von Italien beendete Grosjean auf Platz sechs, wurde jedoch aufgrund eines Protests von Renault nachträglich wegen Unregelmäßigkeiten an seinem Fahrzeug disqualifiziert. Am Saisonende belegte er den 14. Gesamtrang mit 37 Punkten. Auch 2019 trat Grosjean für Haas an. Er beendete die Saison auf dem 18. Gesamtrang mit 8 Punkten.
2020 fuhr er weiterhin für das Team. Beim Großen Preis der Eifel holte Grosjean als Neunter die einzigen Punkte der Saison. Im Vorfeld des Großen Preises von Portugal wurde bekannt, dass sowohl er als auch Teamkollege Magnussen Haas zum Saisonende verlassen. Beim Großen Preis von Bahrain hatte Grosjean in der ersten Runde des Rennens einen schweren Unfall. Nach einer Kollision mit dem AlphaTauri von Daniil Kwjat durchschlug sein Fahrzeug mit einer Geschwindigkeit von etwa 220 km/h die Leitplanke, wurde durch den Aufprall in zwei Teile gerissen und ging in Flammen auf. Grosjean befand sich für etwa 26 Sekunden in dem brennenden Wrack, konnte sich aber aus eigener Kraft befreien. Er erlitt hierbei Verbrennungen an beiden Händen. Bereits am Sonntagabend meldete er sich per Videobotschaft aus dem Krankenhaus, in welcher er aussagte, dass das Halo ihm das Leben gerettet hat. Der Unfall veränderte somit seine Einstellung zu dieser Sicherheitsvorkehrung, gegen deren Einführung er ursprünglich war. Bei den letzten beiden Rennen, dem Großen Preis von Sachir und dem Großen Preis von Abu Dhabi wurde er durch Pietro Fittipaldi ersetzt. Er beendete die Saison auf dem 19. Platz der Fahrerwertung mit zwei Punkten.

### Indy Car Series (seit 2021)

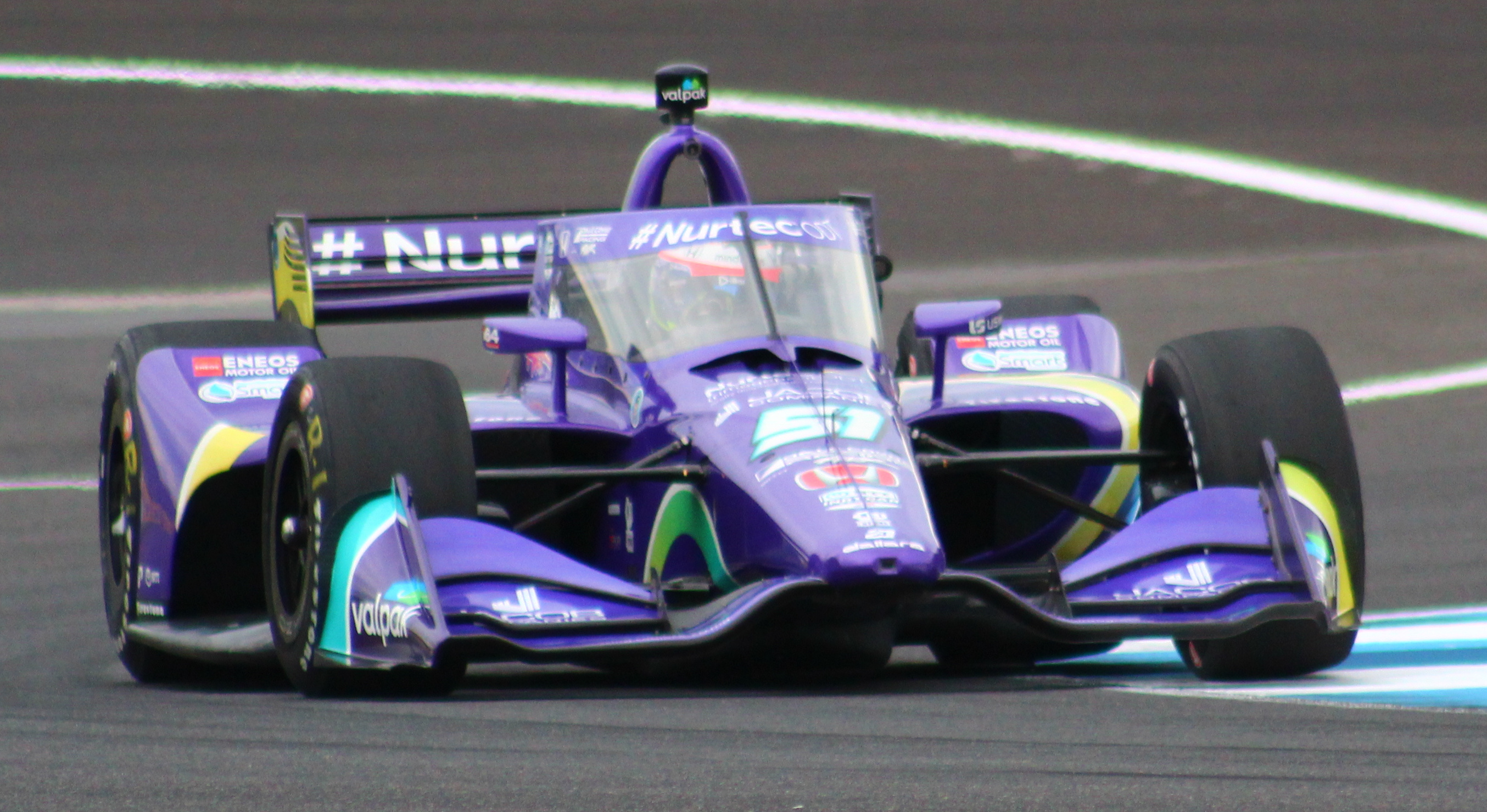
Grosjean im IndyCar auf dem Infieldkurs in Indianapolis

Im Jahr 2021 startet er in der IndyCar Series für das Team Dale Coyne Racing. Geplant war, dass er erstmal die Rennen auslässt, die auf Ovalkursen stattfinden. Einen Start auf diesen Strecken schloss er aber nicht generell aus. Da er bereits eine Familie habe und die Gefahren eines schweren Unfalls bei den hohen Geschwindigkeiten größer seien, startete er nicht auf dem Texas Motor Speedway und dem Indianapolis Motor Speedway. Seinen Wagen fuhr dort Pietro Fittipaldi. Bei seinem dritten Rennen, auf dem Infieldkurs von Indianapolis, holte er die Pole-Position und wurde im Rennen Zweiter. Beim zweiten Rennen auf derselben Strecke wiederholte er sein Rennergebnis. Während der Saison entschied er sich auch auf dem Ovalkurs in Madison zu starten. Im Vergleich zu den andern beiden Ovalkursen war es die langsamste der drei Strecken. Er beendete das Rennen als 14. nach einem ungünstig gelegenen Boxenstopp. Im zweiten Stint war er gut unterwegs und machte innerhalb von zehn Runden fünf Plätze gut. Beim vorletzten Rennen in Monterey fiel er ebenfalls durch mehrere Überholmanöver, vor allem in der bekannten Korkenzieherkurve, auf. Vor seinem letzten Stopp war er vom Führenden Colton Herta überholt worden und lag danach auf Platz sieben. Im letzten Stint kämpfte er sich bis auf den dritten Platz vor und lag im Ziel unter vier Sekunden hinter dem Gewinner Herta. Im letzten Rennen in Long Beach hatte er noch eine Chance die Saison als Rookie of the Year zu beenden. Im Gegensatz zu Grosjean hatte sein Konkurrent Scott McLaughlin alle Rennen bestritten. Im Rennen schied er aus und unterlag so McLaughlin. Im September wurde sein Wechsel zu Andretti Autosport zur Saison 2022 bekanntgegeben. Er übernahm dort den Wagen mit der Nr. 28, der zuvor mehrere Jahre von Ryan Hunter-Reay pilotiert wurde. In seinem ersten Jahr beim neuen Arbeitgeber, konnte Grosjean als bestes Resultat einen Podestplatz herausfahren. Beim Grand Prix of Long Beach wurde er Zweiter. In der Meisterschaft 2022 belegte er den 13. Rang mit 328 Punkten.

## Persönliches
Grosjean ist der Sohn eines Schweizers und der französischen Künstlerin Marie-Hélène Brandt. Während er im Formelsport unter französischer Flagge und mit französischer Lizenz startet, trat er in der FIA-GT1-Weltmeisterschaft unter Schweizer Flagge an.
Grosjeans Großvater väterlicherseits war der Schweizer Skirennläufer Fernand Grosjean, der 1950 Vizeweltmeister im Riesenslalom war. Einer seiner Urgroßväter mütterlicherseits war der französische Gürtler Edgar Brandt.
Er heiratete im Juni 2012 seine langjährige Freundin Marion Jollès. Jollès ist französische Formel-1-Journalistin. Die beiden haben drei Kinder und lebten bis Ende 2021 in Grosjeans Geburtsstadt Genf, bevor die Familie nach Miami umzog, wo sich Grosjean zuvor schon aufgrund seines Engagements in der IndyCar-Serie längere Zeit aufhielt.
Grosjean arbeitete am Anfang seiner Karriere parallel zu seinem Motorsport-Engagement bei einer Bank in Genf.
Grosjean spricht hauptsächlich Französisch und Englisch. In Deutsch besitzt Grosjean einfache Grundkenntnisse.

## Sonstiges
Grosjean lässt sich seit September 2012 von einer Psychologin mental betreuen, die unter anderem auch schon für die französische Olympiamannschaft gearbeitet hat.
Im November 2014 wirkte er im Musikvideo von David Guettas Single Dangerous mit.
Grosjean ist ein begeisterter Hobbykoch und hat Ende 2017, zusammen mit seiner Frau, ein eigenes Kochbuch auf den Markt gebracht. Im Oktober 2021 veröffentlichte er mit seiner Autobiographie "La mort en face" ein zweites Buch.
Grosjean streamt seit dem Jahr 2020 unregelmäßig auf der Livestreamingplattform Twitch.

## Statistik

### Karrierestatistik
- 2000–2002: Kartsport
- 2003: Schweizer Formel Renault 1.6 (Meister)
- 2003: Formel Lista Junior (Meister)
- 2003: Formel Renault Monza
- 2004: Französische Formel Renault (Platz 7)
- 2004: Formel Renault 2.0 Eurocup (Platz 15)
- 2005: Französische Formel Renault (Meister)
- 2005: Formel Renault 2.0 Eurocup (Platz 12)
- 2006: Formel-3-Euroserie (Platz 13)
- 2007: Formel-3-Euroserie (Meister)
- 2008: GP2-Asia-Serie (Meister)
- 2008: GP2-Serie (Platz 4)
- 2008: Formel 1 (Testfahrer)
- 2009: GP2-Serie (Platz 4)
- 2009: Formel 1 (Platz 23)
- 2010: Auto GP (Meister)
- 2010: FIA-GT1-WM (Platz 11)
- 2010: GP2-Serie (Platz 14)
- 2011: GP2-Asia-Serie (Meister)
- 2011: GP2-Serie (Meister)
- 2011: Formel 1 (Testfahrer)
- 2012: Formel 1 (Platz 8)
- 2013: Formel 1 (Platz 7)
- 2014: Formel 1 (Platz 14)
- 2015: Formel 1 (Platz 11)
- 2016: Formel 1 (Platz 13)
- 2017: Formel 1 (Platz 13)
- 2018: Formel 1 (Platz 14)
- 2019: Formel 1 (Platz 18)
- 2020: Formel 1 (Platz 19)
- 2021: IndyCar Series (Platz 15)
- 2022: IndyCar Series (Platz 13)
- 2023: IndyCar Series (Platz 13)
- 2024: IndyCar Series (Platz 17)

### Statistik in der Formel-1-Weltmeisterschaft
Diese Statistik umfasst alle Teilnahmen des Fahrers an der Formel-1-Weltmeisterschaft.

#### Gesamtübersicht
Stand: Saisonende 2020
| Saison | Team                | Chassis          | Motor                 | Rennen | Siege | Zweiter | Dritter | Poles | schn. Rennrunden | Punkte | WM-Pos. |
| ------ | ------------------- | ---------------- | --------------------- | ------ | ----- | ------- | ------- | ----- | ---------------- | ------ | ------- |
| 2009   | ING Renault F1 Team | Renault R29      | Renault 2.4 V8        | 7      | −     | −       | −       | −     | −                | −      | 23.     |
| 2012   | Lotus F1 Team       | Lotus E20        | Renault 2.4 V8        | 19     | −     | 1       | 2       | −     | 1                | 96     | 8.      |
| 2013   | Lotus F1 Team       | Lotus E21        | Renault 2.4 V8        | 19     | −     | 1       | 5       | −     | −                | 132    | 7.      |
| 2014   | Lotus F1 Team       | Lotus E22        | Renault 1.6 V6 Turbo  | 19     | −     | −       | −       | −     | −                | 8      | 14.     |
| 2015   | Lotus F1 Team       | Lotus E23 Hybrid | Mercedes 1.6 V6 Turbo | 19     | −     | −       | 1       | −     | −                | 51     | 11.     |
| 2016   | Haas F1 Team        | Haas VF-16       | Ferrari 1.6 V6 Turbo  | 19     | −     | −       | −       | −     | −                | 29     | 13.     |
| 2017   | Haas F1 Team        | Haas VF-17       | Ferrari 1.6 V6 Turbo  | 20     | −     | −       | −       | −     | −                | 28     | 13.     |
| 2018   | Haas F1 Team        | Haas VF-18       | Ferrari 1.6 V6 Turbo  | 21     | −     | −       | −       | −     | −                | 37     | 14.     |
| 2019   | Haas F1 Team        | Haas VF-19       | Ferrari 1.6 V6 Turbo  | 21     | −     | −       | −       | −     | −                | 8      | 18.     |
| 2020   | Haas F1 Team        | Haas VF-20       | Ferrari 1.6 V6 Turbo  | 15     | −     | −       | −       | −     | −                | 2      | 19.     |
| Gesamt | Gesamt              | Gesamt           | Gesamt                | 179    | −     | 2       | 8       | −     | 1                | 391    |         |

#### Einzelergebnisse
| Saison | 1   | 2  | 3   | 4   | 5   | 6   | 7   | 8   | 9   | 10  | 11  | 12  | 13  | 14  | 15  | 16  | 17  | 18  | 19  | 20 | 21 |
| ------ | --- | -- | --- | --- | --- | --- | --- | --- | --- | --- | --- | --- | --- | --- | --- | --- | --- | --- | --- | -- | -- |
| 2009   |     |    |     |     |     |     |     |     |     |     |     |     |     |     |     |     |     |     |     |    |    |
|        |     |    |     |     |     |     |     |     |     | 15  | DNF | 15  | DNF | 16  | 13  | 18  |     |     |     |    |    |
| 2012   |     |    |     |     |     |     |     |     |     |     |     |     |     |     |     |     |     |     |     |    |    |
| DNF    | DNF | 6  | 3   | 4   | DNF | 2   | DNF | 6   | 18  | 3   | DNF | EX  | 7   | 19* | 7   | 9   | DNF | 7   | DNF |    |    |
| 2013   |     |    |     |     |     |     |     |     |     |     |     |     |     |     |     |     |     |     |     |    |    |
| 10     | 6   | 9  | 3   | DNF | DNF | 13  | 19* | 3   | 6   | 8   | 8   | DNF | 3   | 3   | 3   | 4   | 2   | DNF |     |    |    |
| 2014   |     |    |     |     |     |     |     |     |     |     |     |     |     |     |     |     |     |     |     |    |    |
| DNF    | 11  | 12 | DNF | 8   | 8   | DNF | 14  | 12  | DNF | DNF | DNF | 16  | 13  | 15  | 17  | 11  | 17* | 13  |     |    |    |
| 2015   |     |    |     |     |     |     |     |     |     |     |     |     |     |     |     |     |     |     |     |    |    |
| DNF    | 11  | 7  | 7   | 8   | 12  | 10  | DNF | DNF | 7   | 3   | DNF | 13* | 7   | DNF | DNF | 10  | 8   | 9   |     |    |    |
| 2016   |     |    |     |     |     |     |     |     |     |     |     |     |     |     |     |     |     |     |     |    |    |
| 6      | 5   | 19 | 8   | DNF | 13  | 14  | 13  | 7   | DNF | 14  | 13  | 13  | 11  | DNS | DNF | 11  | 10  | 20  | DNS | 11 |    |
| 2017   |     |    |     |     |     |     |     |     |     |     |     |     |     |     |     |     |     |     |     |    |    |
| DNF    | 11  | 8  | DNF | 10  | 8   | 10  | 13  | 6   | 13  | DNF | 7   | 15  | 9   | 13  | 9   | 14  | 15  | 15  | 11  |    |    |
| 2018   |     |    |     |     |     |     |     |     |     |     |     |     |     |     |     |     |     |     |     |    |    |
| DNF    | 13  | 17 | DNF | DNF | 15  | 12  | 11  | 4   | DNF | 6   | 10  | 7   | DSQ | 15  | 11  | 8   | DNF | 16  | 8   | 9  |    |
| 2019   |     |    |     |     |     |     |     |     |     |     |     |     |     |     |     |     |     |     |     |    |    |
| DNF    | DNF | 11 | DNF | 10  | 10  | 14  | DNF | 16  | DNF | 7   | DNF | 13  | 16  | 11  | DNF | 13  | 17  | 15  | 13  | 15 |    |
| 2020   |     |    |     |     |     |     |     |     |     |     |     |     |     |     |     |     |     |     |     |    |    |
| DNF    | 13  | 16 | 16  | 16  | 19  | 15  | 12  | 12  | 17  | 9   | 17  | 14  | DNF | DNF | INJ | INJ |     |     |     |    |    |

| Legende  | Legende            | Legende                                                          |
| Farbe    | Abkürzung          | Bedeutung                                                        |
| -------- | ------------------ | ---------------------------------------------------------------- |
| Gold     | –                  | Sieg                                                             |
| Silber   | –                  | 2. Platz                                                         |
| Bronze   | –                  | 3. Platz                                                         |
| Grün     | –                  | Platzierung in den Punkten                                       |
| Blau     | –                  | Klassifiziert außerhalb der Punkteränge                          |
| Violett  | DNF                | Rennen nicht beendet (did not finish)                            |
| Violett  | NC                 | nicht klassifiziert (not classified)                             |
| Rot      | DNQ                | nicht qualifiziert (did not qualify)                             |
| Rot      | DNPQ               | in Vorqualifikation gescheitert (did not pre-qualify)            |
| Schwarz  | DSQ                | disqualifiziert (disqualified)                                   |
| Weiß     | DNS                | nicht am Start (did not start)                                   |
| Weiß     | WD                 | zurückgezogen (withdrawn)                                        |
| Hellblau | PO                 | nur am Training teilgenommen (practiced only)                    |
| Hellblau | TD                 | Freitags-Testfahrer (test driver)                                |
| ohne     | DNP                | nicht am Training teilgenommen (did not practice)                |
| ohne     | INJ                | verletzt oder krank (injured)                                    |
| ohne     | EX                 | ausgeschlossen (excluded)                                        |
| ohne     | DNA                | nicht erschienen (did not arrive)                                |
| ohne     | C                  | Rennen abgesagt (cancelled)                                      |
| ohne     | keine WM-Teilnahme |                                                                  |
| sonstige | P/fett             | Pole-Position                                                    |
| sonstige | 1/2/3/4/5/6/7/8    | Punktplatzierung im Sprint-/Qualifikationsrennen                 |
| sonstige | SR/kursiv          | Schnellste Rennrunde                                             |
| sonstige | *                  | nicht im Ziel, aufgrund der zurückgelegten Distanz aber gewertet |
| sonstige | ()                 | Streichresultate                                                 |
| sonstige | unterstrichen      | Führender in der Gesamtwertung                                   |

### Einzelergebnisse in der IndyCar Series
| Jahr | Team                               | 1   | 2   | 3   | 4   | 5    | 6    | 7   | 8   | 9   | 10   | 11   | 12   | 13  | 14  | 15   | 16   | 17  | Punkte | Rang |
| ---- | ---------------------------------- | --- | --- | --- | --- | ---- | ---- | --- | --- | --- | ---- | ---- | ---- | --- | --- | ---- | ---- | --- | ------ | ---- |
| 2021 | Dale Coyne Racing Rick Ware Racing | ALA | STP | TXS | TXS | IMS  | INDY | DET | DET | ROA | MDO  | NSH  | IMS  | STL | POR | LAG  | LBH  |     | 272    | 15.  |
| 2021 | Dale Coyne Racing Rick Ware Racing | 10  | 13  |     |     | 2*   |      | 23L | 24  | 5   | 7    | 16   | 2    | 14  | 22  | 3L   | 24   |     | 272    | 15.  |
| 2022 | Andretti Autosport                 | STP | TXS | LBH | ALA | IMS  | INDY | DET | ROA | MDO | TOR  | IOW1 | IOW2 | IMS | NSH | GAT  | POR  | LAG | 328    | 13.  |
| 2022 | Andretti Autosport                 | 5   | 26  | 2   | 7   | 17   | 319  | 17  | 4L  | 21  | 16   | 7    | 9    | 16  | 16  | 13L  | 19   | 7   | 328    | 13.  |
| 2023 | Andretti Autosport                 | STP | TXS | LBH | ALA | IMS  | INDY | DET | ROA | MDO | TOR  | IOW1 | IOW2 | NSH | IMS | GAT  | POR  | LAG | 296    | 13.  |
| 2023 | Andretti Autosport                 | 18L | 14L | 2   | 2L* | 11   | 30   | 24  | 25  | 13  | 22   | 11   | 12   | 6L  | 18  | 12   | 27   | 11L | 296    | 13.  |
| 2024 | Juncos Hollinger Racing            | STP | LBH | ALA | IMS | INDY | DET  | ROA | LAG | MDO | IOW1 | IOW2 | TOR  | GAT | POR | MIL1 | MIL2 | NSH | 260    | 17.  |
| 2024 | Juncos Hollinger Racing            | 22  | 8   | 12  | 12  | 19   | 23   | 7   | 4   | 23  | 24   | 10   | 9    | 16  | 27  | 24   | 9    | 16  | 260    | 17.  |

Legende

### Le-Mans-Ergebnisse
| Jahr | Team                  | Fahrzeug         | Teamkollege    | Teamkollege       | Platzierung | Ausfallsgrund |
| ---- | --------------------- | ---------------- | -------------- | ----------------- | ----------- | ------------- |
| 2010 | Matech Competition    | Ford GT1         | Thomas Mutsch  | Jonathan Hirschi  | Ausfall     | Unfall        |
| 2024 | Lamborghini Iron Lynx | Lamborghini SC63 | Matteo Cairoli | Andrea Caldarelli | Rang 13     |               |

### Sebring-Ergebnisse
| Jahr | Team                                 | Fahrzeug                      | Teamkollege      | Teamkollege       | Platzierung | Ausfallgrund |
| ---- | ------------------------------------ | ----------------------------- | ---------------- | ----------------- | ----------- | ------------ |
| 2023 | Iron Lynx                            | Lamborghini Huracán GT3 Evo 2 | Jordan Pepper    | Franck Perera     | Rang 17     |              |
| 2024 | Lamborghini Iron Lynx                | Lamborghini SC63              | Matteo Cairoli   | Andrea Caldarelli | Rang 7      |              |
| 2025 | Automobili Lamborghini Squadra Corse | Lamborghini SC63              | Mirko Bortolotti | ---- Daniil Kvyat | Ausfall     | Motorschaden |

### Einzelergebnisse in der FIA-Langstrecken-Weltmeisterschaft
| Saison | Team                  | Rennwagen        | 1   | 2   | 3   | 4   | 5   | 6   | 7   | 8   |
| ------ | --------------------- | ---------------- | --- | --- | --- | --- | --- | --- | --- | --- |
| 2024   | Lamborghini Iron Lynx | Lamborghini SC63 | KAT | IMO | SPA | LEM | SAO | AUS | FUJ | BAH |
| 2024   | Lamborghini Iron Lynx | Lamborghini SC63 | 13  |     |     |     |     |     |     |     |